# Krymtchak (langue)
Cet article concerne la langue krymtchak. Pour le peuple krymtchak, voir Krymtchaks.
Le krymtchak est une langue turque parlée en Ukraine, dans la péninsule de Crimée. Elle est parlée par une population juive, les Krymtchaks.

## Une langue en danger
Au recensement soviétique de 1989, 34,9 % des 1 448 Krymtchaks déclaraient parler la langue. À la fin des années 1990, ce pourcentage était tombé à 15 à 20 %, les locuteurs étant âgés de plus de 30 ans. La langue est fortement menacée.

## Écriture
Le krymtchak est historiquement écrit avec l’alphabet hébreu, avec les diacritiques de vocalisation dans certains cas.
Le krymtchak a été écrit avec un alphabet latin identique à l’alphabet du tatar de Crimée de 1927, avant l’arrêt de publication d’ouvrages en krymtchak en 1936 et l’adoption de l’alphabet cyrillique.
| A a | B ʙ | C c | Ç ç | D d | E e | F f | G g |
| H h | I i | J j | Ь ь | K k | Q q | Ƣ ƣ | L l |
| M m | N n | Ꞑ ꞑ | O o | Ɵ ɵ | P p | R r | S s |
| Ş ş | T t | U u | Y y | V v | Z z | Ƶ ƶ |     |

Un alphabet krymtchak cyrillique est développé et a été utilisé dans les écoles krymtchak en fonction de 1989 à 1992.
| А а   | Б б | В в   | Г г | Гъ гъ | Д д   | Е е   | З з | И и | Й й | К к |
| Къ къ | Л л | Лъ лъ | М м | Н н   | Нъ нъ | О о   | Ӧ ӧ | П п | Р р | С с |
| Т т   | У у | Ӱ ӱ   | Ф ф | Х х   | Ч ч   | Чъ чъ | Ш ш | Ы ы | Ь ь | Э э |

En 2005, un nouvel alphabet krymtchak latin est développé, notamment pour translittérer l’alphabet krymtchak cyrillique. La lettre ñ est remplacée par la lettre ŋ dans une révision de l’alphabet.
| A a | B b | V v | G g | Ġ ġ | D d         | E e | Z z | İ i | Y y | K k |
| Q q | L l | Ĺ ĺ | M m | N n | Ñ / Ŋ ñ / ŋ | O o | Ö ö | P p | R r | S s |
| T t | U u | Ü ü | F f | H h | C c         | Ç ç | Ş ş | I ı |     | É é |

## Phonologie
Les tableaux présentent les phonèmes vocaliques du krymtchak. À gauche se trouve la transcription en alphabet cyrillique.

### Voyelles
|         | Antérieure  | Centrale | Postérieure |
| ------- | ----------- | -------- | ----------- |
| Fermée  | и [i] ӱ [y] | ы [ɨ]    | у [u]       |
| Moyenne | э [e]       |          | ö [ø] o [o] |
| Ouverte |             | a [a]    |             |

## Sources
- (tr) Nesrin Güllüdağ, Kırımçak Türkçesi Grameri (thèse de doctorat), Elazığ, 2005
- (tr) Nesrin Güllüdağ, Kırımçak Türkçesi Grameri, Gece Kitaplığı, 2014 (ISBN 978-6054942619)
- (tr) Nesrin Güllüdağ, Kırımçak Türkçesi sözlüğü, Hiperyayın, Hiperlink Yayınları, 2023 (ISBN 978-6256482739)
- (en) Henryk Jankowski, « Karaim and Krymchak », dans Lily Kahn, Aaron D. Rubin, Handbook of Jewish languages: revised and updated edition, Brill, 2017, p. 451-488
- (ru) Д. И. Реби, Крымчакский язык. Крымчакско-русский словарь, Симферополь, Доля,‎ 2004 (ISBN 966-8584-26-0)
- (ru) Д.И. Peби, Б.М. Aчкинази et Aчкинази, « Кpымчакcкий язык », dans Языки мира, Тюркские языки, Moscou, Izdatel'stvo Indrik,‎ 1997 (ISBN 5-85759-061-2), p. 309-319